# Poterium
Poterium je rod dvosupnica iz porodice ružovki. Rasprostranjena je po Europi, nadalje Zapadna Azija, Sjeverna Afrika, Makaronezija, Sjeverna Amerika (1). Odvojen od roda Sanguisorba na molekularnoj osnovi fide Flora Sjeverne Amerike i D. Potter et al. (2007)
Postoji 15 vrsta, među kojima i Mala krvara u Hrvatskoj još oznaćenom pod latinskim imenom Sanguisorba minor.),

## Vrste
1. Poterium ancistroides Desf.
2. Poterium creticum (Hayek) Holub
3. Poterium diandrum Hook. fil.
4. Poterium dodecandrum (Moretti) Benth. & Hook. fil.
5. Poterium filiforme Hook. fil.
6. Poterium hybridum L.
7. Poterium indicum Gardner
8. Poterium lateriflorum Coss.
9. Poterium longifolium (Bertol.) Hook. fil.
10. Poterium mauritanicum (Desf.) Boiss.
11. Poterium megacarpon Lowe
12. Poterium rupicolum Boiss. & Reut.
13. Poterium sanguisorba L.
14. Poterium tenuifolium (Fisch. ex Link) Franch. & Sav.
15. Poterium verrucosum Link ex G. Don

## Sinonimi
- Leiopoterium DC.; (1825)